# Henry Céard
Henry Céard (Bercy, 18 novembre 1851 – Parigi, 16 agosto 1924) è stato uno scrittore e drammaturgo francese, naturalista e amico di Émile Zola fino al momento dell'affaire Dreyfus.

## Biografia
All'inizio impiegato del Ministero della Guerra, poi legato all'ufficio del Prefetto della Senna, quindi vice-direttore della biblioteca della città di Parigi, nell'hôtel Carnavalet, ha collaborato a diverse riviste come critico letterario e teatrale, per poi partecipare alla raccolta Les Soirées de Médan, del 1880 (volume collettaneo che contiene anche racconti di Émile Zola, Guy de Maupassant, Joris-Karl Huysmans, Léon Hennique e Paul Alexis).
Il suo romanzo più noto Une belle journée (Charpentier, Pairs 1881), descrive secondo la poetica del naturalismo la società piccolo borghese del tempo, con le sue tipiche storie di adulterio, ambizione e delusione nei personaggi. La protagonista, Ernestine Duhamain, riappare nella novella À la mer (1885) ed è considerata dalla critica come una sorella minore di Emma Bovary.
Si è poi allontanato dal gruppo e da Zola, prendendo posizione anti-dreyfusiana.
Nel 1906 ha pubblicato un'opera più pessimista e wagneriana, Terrains à vendre au bord de la mer, ispirata dal suo trasloco a Belle-Île-en-Mer.
Pubblicò anche delle poesie con lo pseudonimo di Nicolas Kerlio

## Opere
Narrativa
- La Saignée in Les Soirées de Médan (1880)
- Une belle journée (1881); n. ed. a cura di Colin Burns, 1970
- Les comédiens, in Les types de Paris (1889)
- Terrains à vendre au bord de la mer (1906)
- Descente des Anglais dans la presqu'île de Quiberon en 1746, récit d'un témoin (1906)
- Sonnets de guerre, 1914-1918 (1919)

Teatro
- Tout pour l'honneur, dramma in prosa in un atto tratto da Le Capitaine Burle di Émile Zola, Paris, Théâtre-Libre, 23 dicembre 1887
- Les Résignés, commedia in prosa in 3 atti, Paris, Théâtre-Libre, 31 gennaio 1889
- Laurent, commedia in versi in un atto con quadri di J.-L. Croze, Paris, Teatro dell'Odéon, 15 gennaio 1909
- Théâtre sans acteurs: Le mauvais livre et quelques autres comédies (1922)

Opere critiche e postume
- Prefazione a Alphonse Daudet, 'Œuvres, 4 voll., Éd. Houssiaux, Paris, 1899
- Postfazione a Edmond de Goncourt, Renée Mauperin, Flammarion-Fasquelle, Paris 1930
- Introduzione a Jules de Goncourt, Lettres, Flammarion-Fasquelle, Paris, 1930
- Le Huysmans intime de Henry Céard et Jean de Caldain, a cura di Pierre Cogny, con inediti e una prefazione di René Dumesnil, Nizet, Paris, 1957
- Lettres inèdites a Émile Zola, a cura di C. A. Burns, Nizet, Paris, 1958
- Edmond de Goncourt et Henry Céard. Correspondance inédite, 1876-1896, seguito da Coups d'œil et clins d'yeux, journal inédit, 1874-1875, a cura di Colin Burns, prefazione di Pierre Cogny, Nizet, Paris, 1965
- Visages du naturalisme, testi inediti, a cura di Colin Burns, Mestengo Press, London, Canada, 1989